# Stavební spořitelna České spořitelny

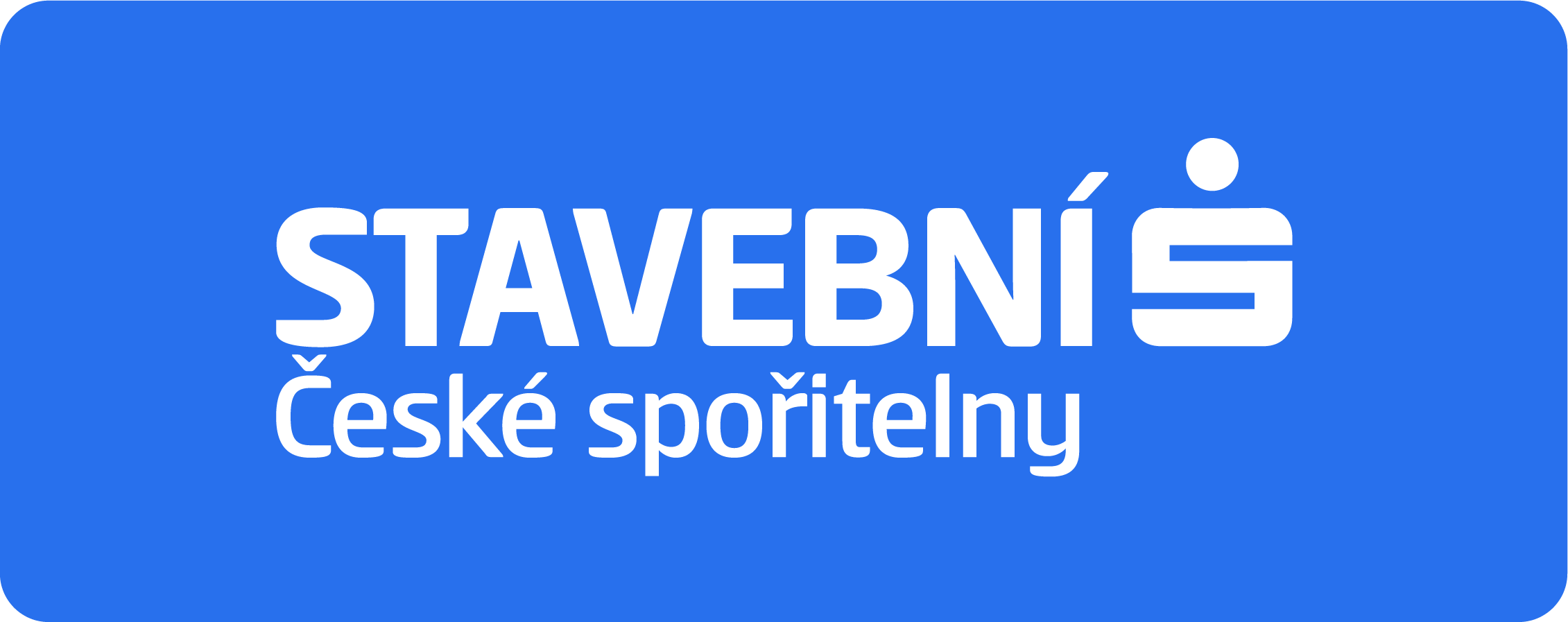
Logo Stavební spořitelny České spořitelny

Stavební spořitelna České spořitelny, a. s. je stavební spořitelna, kterou 22.6.1994 jako akciovou společnost založila Česká spořitelna - 95 % vkladu, a Bausparkasse der österreichischen Sparkassen AG - 5 % vkladu.
V současnosti je spořitelna jako řízená právnická osoba členem koncernu Finanční skupina České spořitelny a 100 % akcí vlastní Česká spořitelna.
Na odlišení od ostatních stavebních spořitelen používá název Buřinka.

## Služby
Buřinka poskytuje stavební spoření občanům ČR, cizincům a dětem. Nabízí rodičům možnost naspořit svému dítěti finanční obnos, který dítě získá po dosažení 18 let.

Seznam služeb:
- stavební spoření
- úvěry
  - Úvěr od Buřinky
  - Úvěr na rekonstrukci
  - Úvěr od Buřinky pro budoucnost
  - Úvěr na družstevní bydlení
  - Hypoúvěr od Buřinky
  - Úvěr ze stavebního spoření
  - Úvěr pro právnické osoby OBNOVA
- pojištění schopnosti splácet úvěr
- internet banking

## Pobočky
Spořitelna má hustou síť poboček ve všech krajích.

Na vybrané pobočky se dá online domluvit konkrétní čas návštěvy.